# 니콜라에 버커로이우

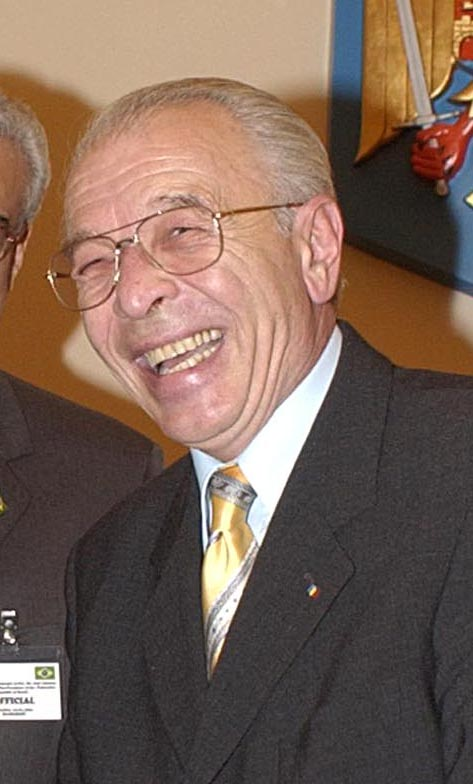
니콜라에 버커로이우

니콜라에 버커로이우(루마니아어: Nicolae Văcăroiu, 1943년 12월 5일 ~ )는 루마니아의 정치인으로 소속 정당은 사회민주당이다.

## 생애
그는 체타테아알버(Cetatea Albă, 현재의 우크라이나 빌호로드드니스트로우스키)출신으로, 루마니아 국립 경제대학교 경제학과를 학사 졸업하였고 이후 1992년 11월 4일부터 1996년 12월 12일까지 루마니아의 총리를 역임했으며 2000년 12월 20일부터 2008년 10월 14일가지 루마니아의 상원인 루마니아 원로원 의장을 역임했다. 2007년 4월 20일 트라이안 버세스쿠 대통령이 의회로부터 탄핵을 당해 직무가 정지되어 대통령 권한대행을 맡았고 2007년 5월 23일 버세스쿠의 복귀로 권한대행을 끝냈다.
| 전임 트라이안 버세스쿠 | 루마니아 대통령 권한대행 2007년 4월 20일 ~ 2007년 5월 23일 | 후임 트라이안 버세스쿠 |